# Clinotettix changbaishanensis
Clinotettix changbaishanensis är en insektsart som beskrevs av Wang, R., L. Wang och Bing Ren 2004. Clinotettix changbaishanensis ingår i släktet Clinotettix och familjen torngräshoppor. Inga underarter finns listade i Catalogue of Life.